# Thomas Howard, 8. Duke of Norfolk

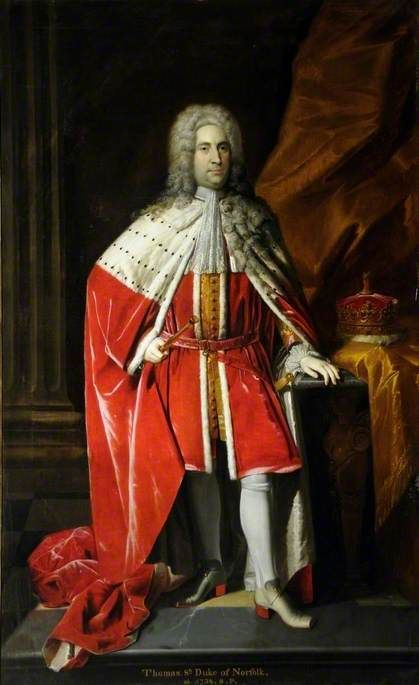
Thomas Howard, 8. Duke of Norfolk

Thomas Howard, 8. Duke of Norfolk (* 11. Dezember 1683; † 23. Dezember 1732) war ein englisch-britischer Peer.

## Leben
Thomas Howard war der älteste Sohn des Lord Thomas Howard (1662–1689), der 1687 Lord Lieutenant der West Riding of Yorkshire und 1688 englischer Botschafter beim Heiligen Stuhl war, aus dessen Ehe mit Mary Elizabeth Savile (1663–1732), Tochter von Sir John Savile, 1. Baronet (1640–1689). Er hatte eine Schwester sowie vier Brüder. Seine Schwester Anne Howard († 1723) war die Ehefrau von Walter Aston, 4. Lord Aston of Forfar (1660–1748), während sein Bruder Richard Howard als Kanoniker am Petersdom wirkte. Sein Bruder Henry Howard (1683–1720) wurde zum Titularbischof von Utica ernannt, verstarb jedoch vor seiner Bischofsweihe. Sein jüngerer Bruder Edward Howard (1686–1777) erbte bei seinem Tod 1732 seine Titel als 9. Duke of Norfolk.
Beim Tod seines Onkels, Henry Howard, 7. Duke of Norfolk (1655–1701), der ohne eigene männliche Nachkommen verstarb, erbte Thomas Howard am 2. April 1701 dessen Titel als 8. Duke of Norfolk, 26. Earl of Arundel, 8. Earl of Surrey, 6. Earl of Norfolk, 3. Earl of Norwich, 17. Baron Furnivall, 3. Baron Howard of Castle Rising, 20. Baron Segrave, 19. Baron Mowbray, 18. Baron Strange of Blackmere, 16. Baron Maltravers und 18. Baron Talbot. Er war aufgrund der Titel bis zu seinem Tod Mitglied des House of Lords. Ferner erbte er auch das Amt des Earl Marshal, wodurch er von 1701 bis 1732 einer der neun „Großen Staatsbeamten“ (Great Officers of State) war. Als Nachfolger von James King, 4. Baron Kingston wurde er 1730 Großmeister der 1717 gegründeten Freimaurer-Großloge Englands (Premier Grand Lodge of England) und bekleidete das Amt bis zu seiner Ablösung durch Thomas Coke, 1. Baron Lovel 1731.
Thomas Howard heiratete am 26. Mai 1709 Mary Maria Winifred Francisca Sherburne († 1754), Tochter von Sir Nicholas Sherburne, 1. Baronet. Da er ohne eigene männlichen Nachkommen verstarb, erbte bei seinem Tod am 3. Dezember 1732 sein jüngerer Bruder Edward Howard seine Titel als 9. Duke of Norfolk.